# Eleonóra Zichy

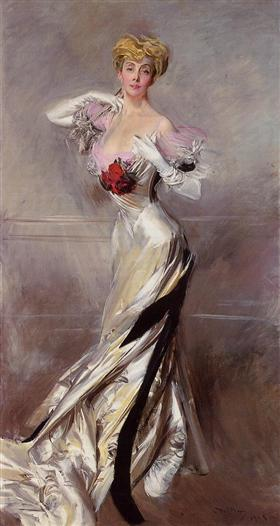
Retrato de Eleonóra Zichy (1905), de Giovanni Boldini

La condesa Eleonóra Zichy de Zich et Vásonkeő (28 de marzo de 1867-31 de octubre de 1945) fue una noble húngara, nieta del conde Manó Péchy. Sus padres fueron el conde Rezső Zichy y la condesa Jacqueline Péchy.
Se casó con Tivadar Andrássy, hijo de Gyula Andrássy el 24 de junio de 1885; tuvieron cuatro hijos:
- Ilona (1886-1967); esposa de József Cziráky; emigró a Canadá en 1961
- Borbála (1890-1968), esposa del marqués György Pallavicini
- Katinka (1892-1985), condesa roja, esposa del conde Mihály Károlyi
- Klára (1898-1941), partidista comunista

En 1909, cuatro años después de la muerte de su marido, Eleonóra Zichy se casó con su ex cuñado, Gyula Andrássy el Joven, hermano de Tivadar.